# Hans Jansson
Hans Torsten Sture Jansson, född 28 juli 1951, är en svensk tidigare handbollsmålvakt.

## Karriär

### Klubblagsspel
Lite är känt om Hans Janssons tidiga handbollskarriär, men 1974 gick han till Lugi HF, där han spelade två säsonger. Den första säsongen vann han sitt första SM-guld, utomhus med sjumannalag. Han trivdes inte så bra i klubben och värvades istället till Vikingarnas IF.
Hans Jansson spelade för Vikingarnas IF under åren 1976 till 1981. 1981 tog han sitt första och enda SM-guld med klubben. Det blev hans största merit.
Efter SM-guldet 1981 var det tänkt att Jansson skulle avsluta karriären. Men året efter gjorde han comeback och spelade tolv matcher, då det under en period inte gick så bra för den nya förstemålvakten Marinko Kurtović.
I december 2012 deltog Jansson i "Guldlaget" under en uppvisningsmatch då Helsingborg Arena invigdes.

### Landslagsspel
Hans Jansson spelade en ungdomslandskamp innan han debuterade i A-landslaget 1975. Debuten skedde den 4 februari 1975 mot Färöarna i Nordiska Mästerskapet i Bavnehöj på Färöarna. Han spelade sedan 41 landskamper fram till 1981. Han sista landskamp var mot Rumänien den 7 februari 1981 i Dortmund, som Sverige förlorade 20-25. Han är Stor Grabb sedan 1981 efter 40 landskamper. Jansson deltog aldrig i några mästerskap.

## Citat
Walle Holmberg berättar:

"Glömmer aldrig när jag en av de första gångerna skulle intervjua Hans efter en av många stormatcher.

– Inte dåligt av dig att rädda tre straffar, försökte jag.

Hans stirrade allvarligt in i mina ögon innan han sa, med ännu allvarligare röst:

– Tre? Jag räddade fem!

Jag darrade till och försökte:

– Men en tog ju i ribban och en i sto...

Jag hann inte längre förrän Hans (det var strängeligen förbjudet att kalla honom Hasse) avbröt mig och sa:

– De som tog i stolpen och ribban räknas också som räddningar!

Jag förstod inte alls vad han menade och försökte få fram något i stil med:

– Men du räddade ju inte de straffarna. Det tog ju i stolpen och ri...

På nytt blev jag avbruten innan jag talat till punkt. Hans spände åter ögonen i mig innan han sa:

– Walle, en sak ska du lära dig: Straffar som tar i virket räknas också som räddningar!

Ännu en gång stod jag där som ett levande frågetecken, hade svårt att få det hela gå ihop, innan jag kom mig för att undra hur i hela fridens namn han kunde räkna bollar som tog i stolpar och ribbor som räddningar.

Hans hade naturligtvis svar på det också.

– Det är jag som med rörelser och blick tvingar skyttarna att skjuta med för små marginaler. Då blir det gärna skott i stolpar och ribbor!

Punkt och slut. Det var inget att diskutera."